# Folimanka Blues
Folimanka Blues je česká hudební skupina, která vznikla v roce 1993. Jejím frontmanem je zpěvák Ladislav Jakl, jenž též působil jako tajemník prezidenta Václava Klause. Kapela vystupuje nejenom v České republice (například v klubu Stodola v Lázních Libverdě), ale také v zahraničí, a sice na Slovensku, v Polsku, Německu nebo ve Spojených státech amerických.
K roku 2013 uskupení vystupovalo ve složení Ladislav Jakl (zpěv), Eugen Pál Baláž (kytara), Petr Hadži Hrkal (basová kytara), Pavel Beníšek (piano) a Miroslav Lahoda (bicí). Za dobu trvání kapely ji postupně opustili čtyři její členové, a to Zdeněk Cimmerman (zemřel 2005), Richard Kříž (zemřel 2006), Robby Černý (zemřel 2011) a Jan Chalupský (zemřel 2012).

## Diskografie
Kapela vydala čtyři kompaktní disky:
- Naše hospody (1999)
- Neskákejte z Nuselskýho mostu (2001)[5]
- Kudlanka (2004)
- Krajina po bitvě (2011)